# Rotsschilderingen van Kondoa
De rotsschilderingen van Kondoa zijn gelegen in Tanzania in de regio Dodoma de buurt van Kondoa. Ze zijn sinds 2006 opgenomen in de Werelderfgoedlijst van UNESCO. In meer dan 150 grotten verspreid over 2,336 km² is een spectaculaire collectie rotsschilderingen te vinden. De oudste zouden 20.000 tot 30.000 jaar oud zijn.
Vele afbeeldingen hebben een grote artistieke waarde. Bovendien getuigen ze van de veranderende socio-economische structuur van een maatschappij van jager-verzamelaars tot een van herder-landbouwers. Ook de ideeën en geloofsovertuigingen die met deze verandering samengaan worden erin weergegeven. De afbeeldingen zijn gemaakt door de Sandawe, afstammelingen van de San (bosjesmannen). Ze stellen menselijke figuren voor die jagen, muziekinstrumenten bespelen, een rivier oversteken etc., en dieren als olifanten, giraffen en antilopes. Sommige grotten hebben nog steeds een rituele waarde voor de mensen die in de omgeving wonen. Ze worden gebruikt voor weersvoorspellingen, initiaties en gezondheidsrituelen.
Nationaal park Kilimanjaro · Ruïnes van Kilwa Kisiwani en ruïnes van Songo Mnara · Beschermd gebied van Ngorongoro · Rotsschilderingen van Kondoa · Wildreservaat Selous · Nationaal park Serengeti · Stone Town van Zanzibar